# Vaahteraliiga 2017
Die Vaahteraliiga 2017 war die 38. Saison der Vaahteraliiga, der höchsten Spielklasse des American Football in Finnland. Sie begann am 6. Mai und endete am 9. September 2017 mit dem Vaahteramalja XXXVIII (auch Maple Bowl XXXVIII), dem Finale um die finnische Meisterschaft. Die Vaahteraliiga wurde vom finnischen American-Football-Verband SAJL organisiert. Finnischer Meister wurde der Titelverteidiger und Rekordmeister Helsinki Roosters. Tabellenletzter wurden die Seinäjoki Crocodiles, die jedoch aufgrund des Rückzugs der Turku Trojans nach der Saison nicht absteigen mussten. Als bester Ligaspieler des Jahres wurde Roosters Quarterback Brandon Connette ausgezeichnet.

## Teilnehmer und Modus
Die folgenden sieben Vereine spielten in der regulären Saison jeweils zweimal gegeneinander, sodass jedes Team insgesamt sechs Heimspiele hatte. Anschließend kamen die besten vier Teams in die Play-offs, in denen das bestplatzierte gegen das viertplatzierte Team sowie der Zweite gegen den Dritten im Halbfinale antrat.
- Wasa Royals (auch Vaasa Royals)
- Seinäjoki Crocodiles (Vizemeister 2016)
- Hämeenlinna Huskies
- Tampere Saints
- Helsinki Roosters (Meister 2016)
- Porvoon Butchers (auch Porvoo Butchers)
- Turku Trojans

## Regular Season

### Spielplan
| Spieltag 1 (6. Mai 2017) | Spieltag 1 (6. Mai 2017) | Spieltag 1 (6. Mai 2017) | Spieltag 1 (6. Mai 2017) | Spieltag 1 (6. Mai 2017) | Spieltag 1 (6. Mai 2017) |
| Datum                    | Heimteam                 | Erg.                     | Auswärtsteam             | Zuschauer                |                          |
| ------------------------ | ------------------------ | ------------------------ | ------------------------ | ------------------------ | ------------------------ |
| 6. Mai 2017              | Turku Trojans            | 03 : 39                  | Helsinki Roosters        | 0412                     |                          |

| Spieltag 2 (11. – 15. Mai 2017) | Spieltag 2 (11. – 15. Mai 2017) | Spieltag 2 (11. – 15. Mai 2017) | Spieltag 2 (11. – 15. Mai 2017) | Spieltag 2 (11. – 15. Mai 2017) | Spieltag 2 (11. – 15. Mai 2017) |
| Datum                           | Heimteam                        | Erg.                            | Auswärtsteam                    | Zuschauer                       |                                 |
| ------------------------------- | ------------------------------- | ------------------------------- | ------------------------------- | ------------------------------- | ------------------------------- |
| 11. Mai 2017                    | Helsinki Roosters               | 50 : 12                         | Seinäjoki Crocodiles            | 0323                            |                                 |
| 13. Mai 2017                    | Tampere Saints                  | 07 : 35                         | Porvoo Butchers                 | 0501                            |                                 |
| 15. Mai 2017                    | Turku Trojans                   | 02 : 31                         | Wasa Royals                     | 0374                            |                                 |

| Spieltag 3 (18. – 22. Mai 2017) | Spieltag 3 (18. – 22. Mai 2017) | Spieltag 3 (18. – 22. Mai 2017) | Spieltag 3 (18. – 22. Mai 2017) | Spieltag 3 (18. – 22. Mai 2017) | Spieltag 3 (18. – 22. Mai 2017) |
| Datum                           | Heimteam                        | Erg.                            | Auswärtsteam                    | Zuschauer                       |                                 |
| ------------------------------- | ------------------------------- | ------------------------------- | ------------------------------- | ------------------------------- | ------------------------------- |
| 18. Mai 2017                    | Hämeenlinna Huskies             | 50 : 0                          | Tampere Saints                  | 0244                            |                                 |
| 22. Mai 2017                    | Wasa Royals                     | 40 : 08                         | Seinäjoki Crocodiles            | 1.182                           |                                 |

| Spieltag 4 (25. – 29. Mai 2017) | Spieltag 4 (25. – 29. Mai 2017) | Spieltag 4 (25. – 29. Mai 2017) | Spieltag 4 (25. – 29. Mai 2017) | Spieltag 4 (25. – 29. Mai 2017) | Spieltag 4 (25. – 29. Mai 2017) |
| Datum                           | Heimteam                        | Erg.                            | Auswärtsteam                    | Zuschauer                       |                                 |
| ------------------------------- | ------------------------------- | ------------------------------- | ------------------------------- | ------------------------------- | ------------------------------- |
| 25. Mai 2017                    | Turku Trojans                   | 0 : 38                          | Porvoo Butchers                 | 0392                            |                                 |
| 27. Mai 2017                    | Hämeenlinna Huskies             | 60 : 06                         | Seinäjoki Crocodiles            | 0493                            |                                 |
| 29. Mai 2017                    | Helsinki Roosters               | 34 : 06                         | Wasa Royals                     | 0603                            |                                 |

| Spieltag 5 (1. – 5. Juni 2017) | Spieltag 5 (1. – 5. Juni 2017) | Spieltag 5 (1. – 5. Juni 2017) | Spieltag 5 (1. – 5. Juni 2017) | Spieltag 5 (1. – 5. Juni 2017) | Spieltag 5 (1. – 5. Juni 2017) |
| Datum                          | Heimteam                       | Erg.                           | Auswärtsteam                   | Zuschauer                      |                                |
| ------------------------------ | ------------------------------ | ------------------------------ | ------------------------------ | ------------------------------ | ------------------------------ |
| 1. Juni 2017                   | Seinäjoki Crocodiles           | 0 : 31                         | Porvoo Butchers                | 0323                           |                                |
| 3. Juni 2017                   | Tampere Saints                 | 0 : 50                         | Helsinki Roosters              | 0315                           |                                |
| 5. Juni 2017                   | Hämeenlinna Huskies            | 28 : 0                         | Turku Trojans                  | 0278                           |                                |

| Spieltag 6 (8. – 12. Juni 2017) | Spieltag 6 (8. – 12. Juni 2017) | Spieltag 6 (8. – 12. Juni 2017) | Spieltag 6 (8. – 12. Juni 2017) | Spieltag 6 (8. – 12. Juni 2017) | Spieltag 6 (8. – 12. Juni 2017) |
| Datum                           | Heimteam                        | Erg.                            | Auswärtsteam                    | Zuschauer                       |                                 |
| ------------------------------- | ------------------------------- | ------------------------------- | ------------------------------- | ------------------------------- | ------------------------------- |
| 8. Juni 2017                    | Seinäjoki Crocodiles            | 29 : 14                         | Tampere Saints                  | 0285                            |                                 |
| 10. Juni 2017                   | Wasa Royals                     | 06 : 34                         | Hämeenlinna Huskies             | 0666                            |                                 |
| 12. Juni 2017                   | Helsinki Roosters               | 35 : 19                         | Porvoo Butchers                 | 0252                            |                                 |

| Spieltag 7 (15. – 19. Juni 2017) | Spieltag 7 (15. – 19. Juni 2017) | Spieltag 7 (15. – 19. Juni 2017) | Spieltag 7 (15. – 19. Juni 2017) | Spieltag 7 (15. – 19. Juni 2017) | Spieltag 7 (15. – 19. Juni 2017) |
| Datum                            | Heimteam                         | Erg.                             | Auswärtsteam                     | Zuschauer                        |                                  |
| -------------------------------- | -------------------------------- | -------------------------------- | -------------------------------- | -------------------------------- | -------------------------------- |
| 15. Juni 2017                    | Tampere Saints                   | 35 : 21                          | Turku Trojans                    | 0435                             |                                  |
| 17. Juni 2017                    | Porvoo Butchers                  | 14 : 19                          | Wasa Royals                      | 0269                             |                                  |
| 19. Juni 2017                    | Hämeenlinna Huskies              | 08 : 35                          | Helsinki Roosters                | 0867                             |                                  |

| Spieltag 8 (29. Juni – 3. Juli 2017) | Spieltag 8 (29. Juni – 3. Juli 2017) | Spieltag 8 (29. Juni – 3. Juli 2017) | Spieltag 8 (29. Juni – 3. Juli 2017) | Spieltag 8 (29. Juni – 3. Juli 2017) | Spieltag 8 (29. Juni – 3. Juli 2017) |
| Datum                                | Heimteam                             | Erg.                                 | Auswärtsteam                         | Zuschauer                            |                                      |
| ------------------------------------ | ------------------------------------ | ------------------------------------ | ------------------------------------ | ------------------------------------ | ------------------------------------ |
| 29. Juni 2017                        | Wasa Royals                          | 49 : 14                              | Tampere Saints                       | 0722                                 |                                      |
| 1. Juli 2017                         | Hämeenlinna Huskies                  | 08 : 19                              | Porvoo Butchers                      | 0482                                 |                                      |
| 3. Juli 2017                         | Seinäjoki Crocodiles                 | 30 : 24                              | Turku Trojans                        | 0307                                 |                                      |

| Spieltag 9 (6. – 10. Juli 2017) | Spieltag 9 (6. – 10. Juli 2017) | Spieltag 9 (6. – 10. Juli 2017) | Spieltag 9 (6. – 10. Juli 2017) | Spieltag 9 (6. – 10. Juli 2017) | Spieltag 9 (6. – 10. Juli 2017) |
| Datum                           | Heimteam                        | Erg.                            | Auswärtsteam                    | Zuschauer                       |                                 |
| ------------------------------- | ------------------------------- | ------------------------------- | ------------------------------- | ------------------------------- | ------------------------------- |
| 6. Juli 2017                    | Wasa Royals                     | 29 : 14                         | Helsinki Roosters               | 1.009                           |                                 |
| 8. Juli 2017                    | Porvoo Butchers                 | 32 : 07                         | Turku Trojans                   | 0256                            |                                 |
| 10. Juli 2017                   | Seinäjoki Crocodiles            | 17 : 22                         | Hämeenlinna Huskies             | 0430                            |                                 |

| Spieltag 10 (13. – 17. Juli 2017) | Spieltag 10 (13. – 17. Juli 2017) | Spieltag 10 (13. – 17. Juli 2017) | Spieltag 10 (13. – 17. Juli 2017) | Spieltag 10 (13. – 17. Juli 2017) | Spieltag 10 (13. – 17. Juli 2017) |
| Datum                             | Heimteam                          | Erg.                              | Auswärtsteam                      | Zuschauer                         |                                   |
| --------------------------------- | --------------------------------- | --------------------------------- | --------------------------------- | --------------------------------- | --------------------------------- |
| 13. Juli 2017                     | Helsinki Roosters                 | 55 : 14                           | Tampere Saints                    | 0356                              |                                   |
| 15. Juli 2017                     | Porvoo Butchers                   | 40 : 14                           | Seinäjoki Crocodiles              | 0226                              |                                   |
| 17. Juli 2017                     | Turku Trojans                     | 14 : 32                           | Hämeenlinna Huskies               | 0579                              |                                   |

| Spieltag 11 (20. – 24. Juli 2017) | Spieltag 11 (20. – 24. Juli 2017) | Spieltag 11 (20. – 24. Juli 2017) | Spieltag 11 (20. – 24. Juli 2017) | Spieltag 11 (20. – 24. Juli 2017) | Spieltag 11 (20. – 24. Juli 2017) |
| Datum                             | Heimteam                          | Erg.                              | Auswärtsteam                      | Zuschauer                         |                                   |
| --------------------------------- | --------------------------------- | --------------------------------- | --------------------------------- | --------------------------------- | --------------------------------- |
| 20. Juli 2017                     | Porvoo Butchers                   | 21 : 35                           | Helsinki Roosters                 | 0420                              |                                   |
| 22. Juli 2017                     | Hämeenlinna Huskies               | 24 : 27                           | Wasa Royals                       | 0300                              |                                   |
| 24. Juli 2017                     | Tampere Saints                    | 49 : 14                           | Seinäjoki Crocodiles              | 0610                              |                                   |

| Spieltag 12 (27. – 31. Juli 2017) | Spieltag 12 (27. – 31. Juli 2017) | Spieltag 12 (27. – 31. Juli 2017) | Spieltag 12 (27. – 31. Juli 2017) | Spieltag 12 (27. – 31. Juli 2017) | Spieltag 12 (27. – 31. Juli 2017) |
| Datum                             | Heimteam                          | Erg.                              | Auswärtsteam                      | Zuschauer                         |                                   |
| --------------------------------- | --------------------------------- | --------------------------------- | --------------------------------- | --------------------------------- | --------------------------------- |
| 27. Juli 2017                     | Wasa Royals                       | 58 : 31                           | Porvoo Butchers                   | 1.204                             |                                   |
| 29. Juli 2017                     | Turku Trojans                     | 31 : 07                           | Tampere Saints                    | 0537                              |                                   |
| 31. Juli 2017                     | Helsinki Roosters                 | 48 : 24                           | Hämeenlinna Huskies               | 0547                              |                                   |

| Spieltag 13 (3. – 7. August 2017) | Spieltag 13 (3. – 7. August 2017) | Spieltag 13 (3. – 7. August 2017) | Spieltag 13 (3. – 7. August 2017) | Spieltag 13 (3. – 7. August 2017) | Spieltag 13 (3. – 7. August 2017) |
| Datum                             | Heimteam                          | Erg.                              | Auswärtsteam                      | Zuschauer                         |                                   |
| --------------------------------- | --------------------------------- | --------------------------------- | --------------------------------- | --------------------------------- | --------------------------------- |
| 3. August 2017                    | Seinäjoki Crocodiles              | 07 : 57                           | Wasa Royals                       | 0637                              |                                   |
| 5. August 2017                    | Tampere Saints                    | 25 : 34                           | Hämeenlinna Huskies               | 0470                              |                                   |
| 7. August 2017                    | Helsinki Roosters                 | 35 : 20                           | Turku Trojans                     | 0369                              |                                   |

| Spieltag 14 (10. – 14. August 2017) | Spieltag 14 (10. – 14. August 2017) | Spieltag 14 (10. – 14. August 2017) | Spieltag 14 (10. – 14. August 2017) | Spieltag 14 (10. – 14. August 2017) | Spieltag 14 (10. – 14. August 2017) |
| Datum                               | Heimteam                            | Erg.                                | Auswärtsteam                        | Zuschauer                           |                                     |
| ----------------------------------- | ----------------------------------- | ----------------------------------- | ----------------------------------- | ----------------------------------- | ----------------------------------- |
| 10. August 2017                     | Tampere Saints                      | 0 : 34                              | Wasa Royals                         | 0579                                |                                     |
| 12. August 2017                     | Turku Trojans                       | 19 : 06                             | Seinäjoki Crocodiles                | 0264                                |                                     |
| 14. August 2017                     | Porvoo Butchers                     | 06 : 28                             | Hämeenlinna Huskies                 | 0427                                |                                     |

| Spieltag 15 (18. – 20. August 2017) | Spieltag 15 (18. – 20. August 2017) | Spieltag 15 (18. – 20. August 2017) | Spieltag 15 (18. – 20. August 2017) | Spieltag 15 (18. – 20. August 2017) | Spieltag 15 (18. – 20. August 2017) |
| Datum                               | Heimteam                            | Erg.                                | Auswärtsteam                        | Zuschauer                           |                                     |
| ----------------------------------- | ----------------------------------- | ----------------------------------- | ----------------------------------- | ----------------------------------- | ----------------------------------- |
| 18. August 2017                     | Seinäjoki Crocodiles                | 07 : 35                             | Helsinki Roosters                   | 0347                                |                                     |
| 19. August 2017                     | Wasa Royals                         | 07 : 14                             | Turku Trojans                       | 0650                                |                                     |
| 20. August 2017                     | Porvoo Butchers                     | 35 : 52                             | Tampere Saints                      | 0305                                |                                     |

### Tabelle
| Pl. | Team                 | Sp. | S  | U | N  | TD      | Diff. | Punkte | SQ    |
| --- | -------------------- | --- | -- | - | -- | ------- | ----- | ------ | ----- |
| 1   | Helsinki Roosters    | 12  | 11 | 0 | 1  | 465:163 | +302  | 22:2   | 0,917 |
| 2   | Wasa Royals          | 12  | 9  | 0 | 3  | 363:196 | +167  | 18:6   | 0,750 |
| 3   | Hämeenlinna Huskies  | 12  | 8  | 0 | 4  | 352:203 | +149  | 16:8   | 0,667 |
| 4   | Porvoo Butchers      | 12  | 6  | 0 | 6  | 321:263 | 0+58  | 12:12  | 0,500 |
| 5   | Turku Trojans        | 12  | 3  | 0 | 9  | 155:320 | −165  | 6:18   | 0,250 |
| 6   | Tampere Saints       | 12  | 3  | 0 | 9  | 217:437 | −220  | 6:18   | 0,250 |
| 7   | Seinäjoki Crocodiles | 12  | 2  | 0 | 10 | 150:441 | −291  | 4:20   | 0,167 |

Qualifikation für die Play-offs.

Quelle: sajl.org.

### Erfolgreichste Scorer
| Pl. | Spieler        | Team                | Pos.   | TD | FG | PAT | Punkte |
| --- | -------------- | ------------------- | ------ | -- | -- | --- | ------ |
| 1   | Spencer Cutlan | Wasa Royals         | WR / K | 10 | 3  | 40  | 104    |
| 2   | RJ Long        | Wasa Royals         | WR     | 16 | —  | 04  | 100    |
| 3   | Daniel Luoma   | Porvoo Butchers     | WR / K | 08 | 3  | 36  | 093    |
| 4   | Roman Runner   | Hämeenlinna Huskies | WR     | 14 | —  | 04  | 088    |
| 5   | Bernard Luster | Helsinki Roosters   | WR     | 12 | —  | 02  | 074    |

Quelle: sajl.org

## Play-offs
|  | Halbfinale | Halbfinale          | Halbfinale |  |  | Maple Bowl XXXVIII | Maple Bowl XXXVIII | Maple Bowl XXXVIII |
|  |            |                     |            |  |  |                    |                    |                    |
|  |            |                     |            |  |  |                    |                    |                    |
|  | 1          | Helsinki Roosters   | 41         |  |  |                    |                    |                    |
|  | 4          | Porvoo Butchers     | 13         |  |  |                    |                    |                    |
|  |            |                     |            |  |  | 1                  | Helsinki Roosters  | 37                 |
|  |            |                     |            |  |  | 2                  | Wasa Royals        | 9                  |
|  | 2          | Wasa Royals         | 17         |  |  |                    |                    |                    |
|  | 3          | Hämeenlinna Huskies | 14         |  |  |                    |                    |                    |
|  |            |                     |            |  |  |                    |                    |                    |

### Halbfinale
|                                   |                                 |  |             |                           |                     |  |                                                      |
|                                   | Vaasa 26. August 2017 15:30 Uhr |  | Wasa Royals | \| \| 17 : 14 \| \| \| \| | Hämeenlinna Huskies |  | Kaarlen kenttä Zuschauer: 879 Referee: M. Makarainen |
| (7:8, 3:0, 0:0, 7:6) Spielbericht | Vaasa 26. August 2017 15:30 Uhr |  | Wasa Royals |                           | Hämeenlinna Huskies |  | Kaarlen kenttä Zuschauer: 879 Referee: M. Makarainen |
|                                   | 17 : 14                         |  |             |                           |                     |  |                                                      |
|                                   |                                 |  |             |                           |                     |  |                                                      |

|                                    |                                  |  |                   |                           |                 |  |                                                   |
|                                    | Vantaa 27. August 2017 15:30 Uhr |  | Helsinki Roosters | \| \| 41 : 13 \| \| \| \| | Porvoo Butchers |  | MUP Stadion Zuschauer: 554 Referee: V. Lamminsalo |
| (28:7, 3:0, 7:0, 3:6) Spielbericht | Vantaa 27. August 2017 15:30 Uhr |  | Helsinki Roosters |                           | Porvoo Butchers |  | MUP Stadion Zuschauer: 554 Referee: V. Lamminsalo |
|                                    | 41 : 13                          |  |                   |                           |                 |  |                                                   |
|                                    |                                  |  |                   |                           |                 |  |                                                   |

### Vaahteramalja XXXVIII
Die Helsinki Roosters gewannen zum sechsten Mal in Folge den Maple Bowl. Als wertvollster Spieler des Spiels wurde Runningback Jaycen Taylor ausgezeichnet.
|                                     |                                      |  |                   |                          |             |  |                                                  |
|                                     | Helsinki 9. September 2017 18:00 Uhr |  | Helsinki Roosters | \| \| 37 : 9 \| \| \| \| | Wasa Royals |  | Telia 5G Zuschauer: 2.803 Referee: V. Lamminsalo |
| (14:2, 7:7, 6:0, 10:0) Spielbericht | Helsinki 9. September 2017 18:00 Uhr |  | Helsinki Roosters |                          | Wasa Royals |  | Telia 5G Zuschauer: 2.803 Referee: V. Lamminsalo |
|                                     | 37 : 9                               |  |                   |                          |             |  |                                                  |
|                                     |                                      |  |                   |                          |             |  |                                                  |

## Auszeichnungen

### All Stars 2017
| Position               | Athlet            | Team                |    | Position         | Athlet              | Team                |
| ---------------------- | ----------------- | ------------------- | -- | ---------------- | ------------------- | ------------------- |
| Offense                |                   |                     |    |                  |                     |                     |
| QB                     | Brandon Connette  | Helsinki Roosters   |    | OL               | Samuli Vehkomäki    | Helsinki Roosters   |
| RB                     | Josh Quezada      | Turku Trojans       | OL | Jari Mononen     | Porvoo Butchers     |                     |
| WR                     | RJ Long           | Wasa Royals         | OL | Arttu Tennberg   | Helsinki Roosters   |                     |
| WR                     | Roman Runner      | Hämeenlinna Huskies | OL | Jere Lahti       | Helsinki Roosters   |                     |
| WR                     | Mikko Seppänen    | Porvoo Butchers     | OL | Eric Blomgren    | Wasa Royals         |                     |
| WR                     | Bernard Luster    | Helsinki Roosters   |    |                  |                     |                     |
| Defense                |                   |                     |    |                  |                     |                     |
| DL                     | Okko Outinen      | Helsinki Roosters   |    | LB               | Tahj Jones          | Hämeenlinna Huskies |
| DL                     | Lauri Vainio      | Helsinki Roosters   | DB | Rufail Khalifa   | Wasa Royals         |                     |
| DL                     | Rodon Zeqiri      | Wasa Royals         | DB | Akseli Olin      | Helsinki Roosters   |                     |
| DL                     | Efe Evwaraye      | Helsinki Roosters   | DB | Curtis Slater    | Helsinki Roosters   |                     |
| LB                     | Chris Young       | Wasa Royals         | DB | Pierre Courageux | Helsinki Roosters   |                     |
| LB                     | Santtu Äyräväinen | Helsinki Roosters   |    |                  |                     |                     |
| Special Teams          |                   |                     |    |                  |                     |                     |
| P                      | Daniel Luoma      | Porvoo Butchers     |    | PR               | Curtis Slater       | Helsinki Roosters   |
| K                      | Spencer Cutlan    | Wasa Royals         | KR | Roman Runner     | Hämeenlinna Huskies |                     |
| Quelle: issuu.com/sajl |                   |                     |    |                  |                     |                     |

### Awards
- Liga-MVP (Vuoden liigapelaaja): Brandon Connette, QB, Helsinki Rooters
- Offensiv-Spieler des Jahres (Vuoden Hyökkääjä): RJ Long, WR, Wasa Royals
- Defensiv-Spieler des Jahres (Matti Lindholm Trophy): Santtu Äyräväinen, LB, Helsinki Rooters
- Bester Newcomer: Viljo Lempinen, DB, Helsinki Rooters
- Bester Line-Spieler: Arttu Tennberg, OL, Porvoo Butchers
- Ari Tuuli Trophy (Vuoden Etenijä): Mikko Seppänen, WR, Porvoo Butchers
- Bester Schiedsrichter: Veikko Lamminsalo